# Marga Rapp
Marga Rapp (* 24. November 1899 in Stuttgart; † 20. November 1994) war eine deutsche Lehrerin.

## Leben
Marga Rapp war eine Tochter des Oberpostdirektors Georg Rapp. Im Zeitraum von 1907 bis 1917 besuchte sie das Königin-Katharina-Stift-Gymnasium in Stuttgart. Sie studierte an der Universität Tübingen Germanistik, Philosophie und Psychologische-Pädagogik und wurde dort 1934 mit der Dissertation Die faschistische Schulreform und ihre geistigen Grundlagen promoviert. Von 1952 bis  1962 war sie Schulleiterin der Waldschule Degerloch. Sie verfasste Zusammenhänge in Literatur und Geschichte.

## Veröffentlichungen
- Die geistigen Grundlagen der faschistischen Schulreform. [Aus dem Erziehungswissenschaftlichen Seminar der Universität Tübingen]. Leipzig, Meiner 1935 (Dissertation). OCLC 17172453